# Woloschtscha
Woloschtscha (ukrainisch und russisch Волоща; polnisch Wołoszcza) ist ein Dorf in der ukrainischen Oblast Lwiw mit etwa 1200 Einwohnern (2018).

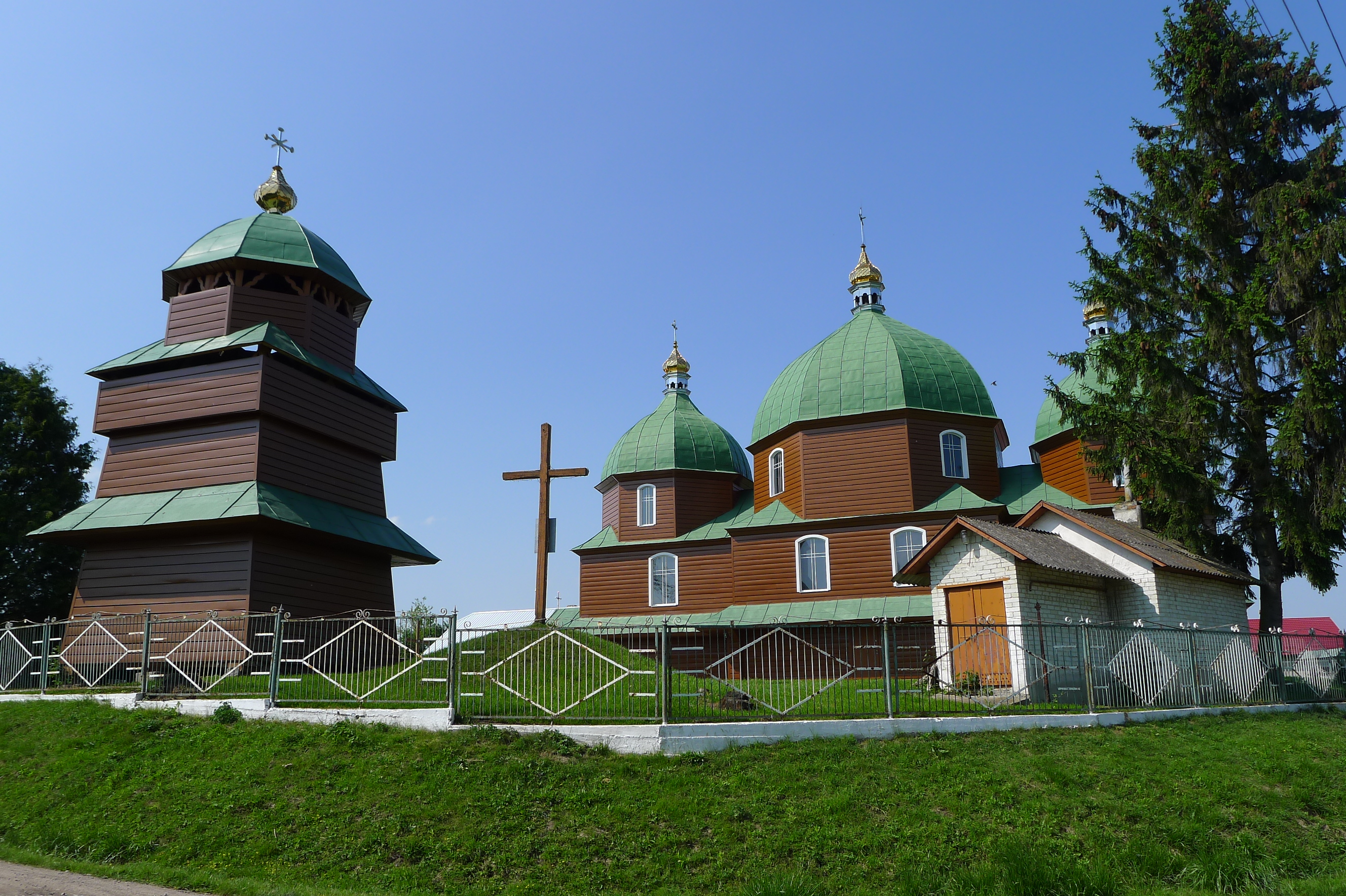
Sankt-Johannes-der-Täufer-Kirche in Woloschtscha

Das erstmals 1425 schriftlich erwähnte Dorf liegt im Norden des Rajon Drohobytsch und war bis 2020 die einzige Ortschaft der gleichnamigen, 29 km² großen Landratsgemeinde.
Am 12. Juni 2020 wurde das Dorf ein Teil der neu gegründeten Siedlungsgemeinde Medenytschi (Меденицька селищна громада/Medenyzka selyschtschna hromada).
Die Ortschaft liegt 19 km nördlich vom Rajonzentrum Drohobytsch und 57 km südwestlich vom Oblastzentrum Lwiw. Im Dorf steht die Sankt-Johannes-der-Täufer-Kirche aus dem Jahr 1897.